# Gresia (okręg Teleorman)
Gresia – wieś w Rumunii, w okręgu Teleorman, w gminie Stejaru. W 2011 roku liczyła 146 mieszkańców.